# Aphidoletes spatulatus
Aphidoletes spatulatus är en tvåvingeart som beskrevs av Grover 1979. Aphidoletes spatulatus ingår i släktet Aphidoletes och familjen gallmyggor. Inga underarter finns listade i Catalogue of Life.